# Požega (stacja kolejowa)
Požega (serb. Пожега) – stacja kolejowa w Požedze, w okręgu zlatiborskim, w Serbii.
Stacja znajduje się na ważnej magistrali Belgrad – Bar, na zachód od miasta. Linia kolejowa Kraljevo – Požega kończy tutaj swój bieg.
Na północ od stacji, około 500 m znajduje się muzeum kolejnictwa.

## Linie kolejowe
- Linia Belgrad – Bar
- Linia Kraljevo – Požega